# Kleine Straße (Altstraße)
Kleine Straße ist der Name mehrere historischer untergeordneter Handelsstraßen im sächsischen Erzgebirge.

## Geschichte der Kleinen Straßen
Gemäß Moritz von Süßmilch 1889, gab es eine Vielzahl von Altstraßen mit diesem Namen im Erzgebirge.
Bereits Adam Friedrich Zürners Neue Chursächsische Postkarte von 1730 benannte eine Reihe von Straßen als Kleine Straße, die vermutlich im Sinne einer Straßenkategorie von der als Große Straße bezeichneten Frankenstraße bzw. der Böhmischen Straße Chemnitz – Marienberg – Komotau bzw. von Mittle (!) Straßen abzweigten. Dies waren die Landverbindungen:
- Reichenbach/Vogtl. – Kirchberg – Weißbach.
- Schneeberg – Neustädtel – Oberblauenthal – Eibenstock – Wildenthal – Steinbach – Johanngeorgenstadt (über den Ziegenrück) – Platten (über den Bäringer Berg) – Voigtsgrün – Carlsbad.
- Grünstädtel – Crandorf – Breitenbrunn – Bau (wahrscheinlich Rabenberg) – Johanngeorgenstadt.
- Grünstädtel – Scheibenberg – Schlettau – Annaberg.
- Schneeberg – Wildbach – Stein – Hartenstein – Dürfeld – Stollberg – Neukirchen – Chemnitz.
- Annaberg – Bärenstein – Weipert – Schlössel – Unterwiesenthal – Oberwiesenthal – Gottesgab – Joachimsthal.
- Altenberg – Geising – Fürstenau – Ebersdorf – Geiersberger Pass – Mariaschein.
- Dresden – Dohna – Börnersdorf – Fürstenwalde – Ebersdorf.
- Pirna – Zehista – Berggießhübel – Nollendorf – Aussig.

Daneben existieren in Zürners Landkarte auch die Straßenkategorien Große Nebenstraße (z. B. Freiberg – Frauenstein – Teplitz) und Kleine Nebenstraße (z. B. Dresden–Dippoldiswalde–Altenberg–Teplitz).

## Kleine Straße Freiberg–Dresden
Die Straßenverbindung zwischen Freiberg/Sa. und Dresden kannte zwei Verläufe:
- nördlich: Obere Straße: Freiberg – Silberhammer – Naundorf – Herzogswalde – Kesselsdorf – Dresden (Verlauf der heutigen Bundesstraße 173)
- südlich: Kleine Straße: Freiberg – Hilbersdorf – Bobritzsch – Klingenberg – Höckendorf – Kleinoelsa – Wilmsdorf – Rippien – Räcknitz – Dresden

Im Jahre 1800 wird sie auf den Berliner Meilenblättern als Kleine Straße genannt. Bedeutung hatte sie als kurfürstliche Nebenstraße, die als Verbindung von Freiberg nach Osten zur Alten Poststraße Dresden – Dippoldiswalde – Altenberg – Teplitz bei Possendorf führte, und die Butterstraße in Höckendorf kreuzte.
Die Freiberg-Dresdner Kleine Straße kreuzt in Höckendorf in Höhe der Kirche die sog. alte Butterstraße. Von dieser Kreuzung verläuft sie über den Borlaser Kirchweg, dem heutigen „Schenkberg“ in Richtung Borlas und durch die Höckendorfer Heide, biegt vor Erreichen des Ortes nach Osten und führt entlang der Kreisstraße 9010 über den Borlasbach nach Seifersdorf.

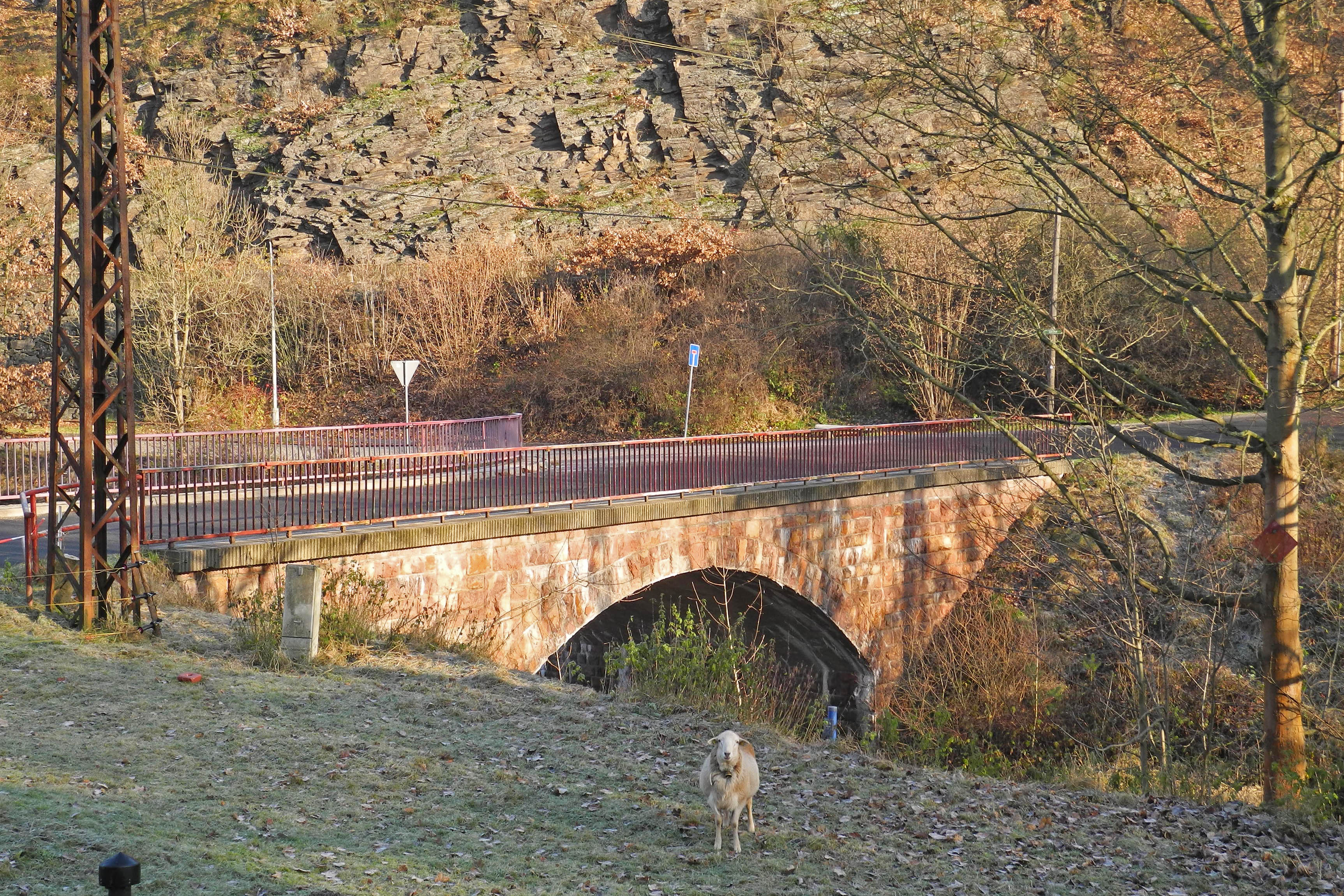
Brücke in Seifersdorf

Die Kleine Straße führt als Seifersdorfer Ortsstraße nach Nordosten als Kreisstraße 9013, wo die Alte Meißner Straße kreuzt und führt im Tal über die Rote Weißeritz und dann talauswärts vorbei an der Marter-Säule am Oelsaberg bis Neu-Oelsa. Hier führt sie ein Stück nach Norden mit der Rabenau-Dippoldiswalder Straße am Götzenbüschchen vorbei, ehe sie sich zwischen Feldern nach Nordosten führend die Ortslage von (Klein-)Oelsa erreicht und den Oelsabach überquert. Über die heutige Wilmsdorfer Straße hinauf zum Steinhübel als Feldweg, erreicht die Kleine Straße in Richtung Nordosten nach Überqueren der Straße die Ortschaft Wilmsdorf und endet schließlich in Possendorf, wo sie auf die Alte Poststraße Dresden–Teplitz (heute Bundesstraße 170) trifft.

### Abzweigungen und Wege
in Richtung Osten nach links oder rechts.
- (L) südlich Borlas: Kirchweg nach Borlas
- (=) Kreisstraße von Borlas nach Seifersdorf
- (R) Kreisstraße von Seifersdorf nach Paulsdorf und Bergstraße (früher Kirchweg)
- (X) Alte Meißner Straße in Seifersdorf
- Kreisstraße nach der B 170 (früher Salzstraße)
- (=) Rabenau – Dippoldiswalder Straße
- (X) S 193 Hauptstraße in Oelsa
- (X) K 9014 Obernaundorfer Straße
- (=) K 9015 Adolf-Kalwac-Straße in Wilmsdorf
- (=) S 36 auch Poisentalstraße in Wilmsdorf
- B 170 (früher Alte Poststraße)